# Sonia O'Sullivan
Sonia O'Sullivan född den 28 november 1969 i Cork, är en irländsk friidrottare som tävlar i medel- och långdistanslöpning.
O'Sullivan var under 1990-talet en av de största stjärnorna inom den kvinnliga medeldistanslöpningen. Hennes stora genombrott kom vid VM 1993 i Stuttgart där hon blev silvermedaljör på 1 500 meter och slutade fyra på 3 000 meter. Vid EM 1994 i Helsingfors blev hon europamästare på 3 000 meter. 
Vid VM 1995 blev hon världsmästare på 5 000 meter på tiden 14.46,47. Hon deltog vid Olympiska sommarspelen 1996 där hon vann sitt heat på 5 000 meter men på grund av magproblem avbröt hon finalen. Året efter deltog hon vid inomhus-VM i Paris där hon slutade på andra plats efter Gabriela Szabo på 3 000 meter. Vid VM utomhus det året så slutade hon åtta på 1 500 meter men blev utslagen redan i försöken på 5 000 meter. 
Under 1998 blev hon världsmästare i terränglöpning och hon blev även dubbel mästare vid EM i Budapest där hon vann både 5 000 meter och 10 000 meter. 
Efter att inte ha tävlat under 1999 på grund av att hon födde en dotter, Ciara, var hon tillbaka till Olympiska sommarspelen 2000. Väl där blev hon silvermedaljör på 5 000 meter efter Szabo. Hon deltog även på 10 000 meter där hon slutade sexa. 
Efter att ha fött ytterligare ett barn var hon tillbaka till EM 2002 där hon slutade på andra plats både på 5 000 meter och på 10 000 meter. Medaljerna blev hennes sista. Hon deltog även vid VM 2003 där hon slutade på en 15:e plats på 5 000 meter och vid Olympiska sommarspelen 2004 där hon hamnade på fjortonde plats.
O'Sullivan innehar världsrekordet på den något udda distansen 2 000 meter med tiden 5.25,36.